# サバ亜目
サバ亜目（学名：Scombroidei）は、スズキ目に所属する魚類の分類群の一つ。現生種としてサバ科・タチウオ科・クロタチカマス科など、6科46属147種が記載される。マグロ・カジキに代表される、遊泳性の大型肉食魚を多く含むグループである。

## 分布・生態
サバ亜目の魚類はすべて海水魚で、沿岸から外洋にかけての表層、あるいは深海にまで分布する。カマス科・サバ科の一部は汽水域に進出することもあるが、淡水域に入ることはごくまれである。ほとんどの種類が世界各地で食用魚として利用され、サバ・マグロなど多量に漁獲される水産重要種も数多く含まれる。
本亜目には非常に速く遊泳することができる魚種が多く、クロマグロ・メカジキ・バショウカジキの遊泳速度は短時間ながら最高で時速60-100kmに達する。マグロ類など一部の仲間は内温性を獲得しており、代謝熱によって比較的高い体温を維持することができる。
サバ亜目魚類の生態は科によって異なり、表層遊泳性のカマス科・サバ科・メカジキ科・マカジキ科、深海中層を遊泳するクロタチカマス科、深海底生性のタチウオ科に大きく分けられる。
サバ科の仲間は季節的な回遊を行うものが多い。また、クロタチカマス科やタチウオ科の一部では昼は深海に潜み、夜間に海面近くに浮上する日周鉛直移動がみられる。食性は一般に肉食性で、動物プランクトン・魚類・甲殻類・頭足類などを捕食する。

## 形態
サバ亜目の仲間はサバ科のように遊泳に適した紡錘形の体型をもつものと、タチウオ科のように細長く側扁したリボン状のものに分けられる。成魚の全長は、数十cm程度のサバ類から4mを超すタイセイヨウクロマグロまで種類によってさまざま。スズキ目の中でも比較的大型の魚が多く、全長1mを超えるものも珍しくない。
成魚の顎は上下とも前方に尖り、種類による長短の違いはあるが吻が形成される。前上顎骨は固定され、上顎を前方に突き出すことはできない。これは大型の獲物を捕食するために、二次的に獲得された形質であると考えられている。歯は強固に直立し、クロタチカマス科・タチウオ科・サワラ類などでは 牙のように鋭く発達する。一般に目も大きい。鱗は退化傾向にあり、小さな円鱗か櫛鱗、もしくは骨質変形鱗である。

## 分類
現生のサバ亜目は6科46属147種で構成される。化石種のみの絶滅群として、Blochiidae 科（始新世）および Palaeorhynchidae 科の2科が知られ、前者はメカジキ科に近いグループであると推測されている。
本亜目の構成には議論が多く、カマス科を独立のカマス亜目 Sphyraenoidei として除外する見解もある。また、カジキ類2科（メカジキ科・マカジキ科）については、単一の「メカジキ科」にまとめる場合もあるほか、近年ではカジキ亜目 Xiphioidei としてサバ亜目から分離させる意見も多くなっている。
ムカシクロタチ科とアマシイラ科はかつて本亜目に所属していたが、両者が実際にサバ亜目の一員であるかについては見解が分かれている。ムカシクロタチ科はムカシクロタチ Scombrolabrax heterolepis 1種のみで構成される単型で、クロタチカマス科に類似した形態をもつ一方でスズキ亜目に近い部分もある。Nelson（2006）の体系では独立のムカシクロタチ亜目 Scombrolabracoidei として分類されている一方で、サバ亜目の内部に位置付ける体系も存在する。また、カジキ類と近縁であると考えられていたアマシイラ科（アマシイラ Luvarus imperialis のみを含む）は、近年の詳細な形態学的解析によりニザダイ亜目との関係が強く示唆されている。
亜目内での分化については、沿岸性の原スズキ型魚類からまずカマス科・クロタチカマス科が分化し、クロタチカマス科からさらにタチウオ科とサバ科に分岐したと考えられている。

### カマス科

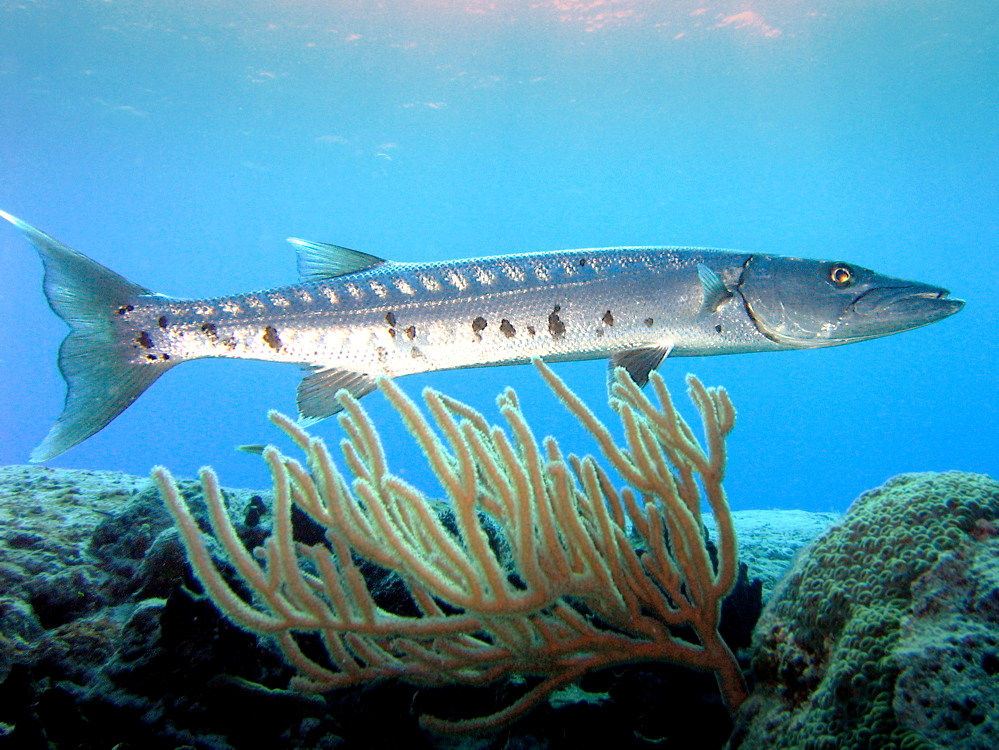
オニカマス Sphyraena barracuda （カマス科）。世界中の熱帯域に分布する本種は「バラクーダ」とも呼ばれ、沿岸の表層で巨大な群れを形成することもある

カマス科 Sphyraenidae はカマス属 Sphyraena 1属のみからなり、アカカマス・ヤマトカマス・オニカマスなど21種を含む。沿岸性が強く、浅海で群れを成して泳ぐ。
体は前後に細長い槍型で、吻が長く尖る。大きい口には鋭い歯が並ぶ。背鰭は2つで互いによく離れ、尾鰭の前に小離鰭はもたない。
- カマス属 Sphyraena

### クロタチカマス科

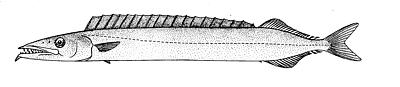
ハシナガクロタチ Nesiarchus nasutus（クロタチカマス科）。本科魚類は長い背鰭と小離鰭をもつことが特徴である

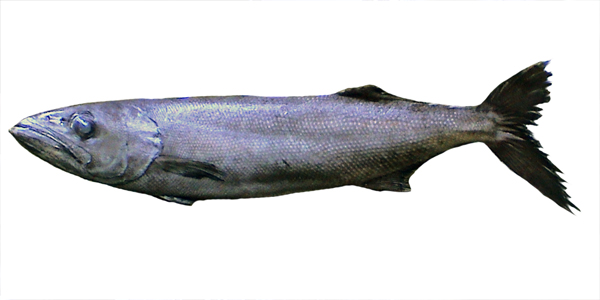
バラムツ Ruvettus pretiosus （クロタチカマス科）。体に多量のワックス分を含むため、日本では食用としての販売は禁止されている

クロタチカマス科 Gempylidae にはクロシビカマス・バラムツ・アブラソコムツなど16属24種が記載される。深海中層性だが、夜には浅海へ上がるものもいる。
背鰭は棘条部が前後に長く、腹鰭は退化的である。背鰭は棘条部と軟条部に分かれ、尾鰭の前に小離鰭をもつ。側線が体側の上下に分かれるものもいる。
- アオスミヤキ属 Epinnula
- アブラソコムツ属 Lepidocybium
- カゴカマス属 Rexea
- クロシビカマス属 Promethichthys
- クロタチカマス属 Gempylus
- トウヨウカマス属 Neoepinnula
- ナガタチカマス属 Thyrsitoides
- ハシナガクロタチ属 Nesiarchus
- バラムツ属 Ruvettus
- フウライカマス属 Nealotus
- ホソクロタチ属 Diplospinus
- 他5属

### タチウオ科

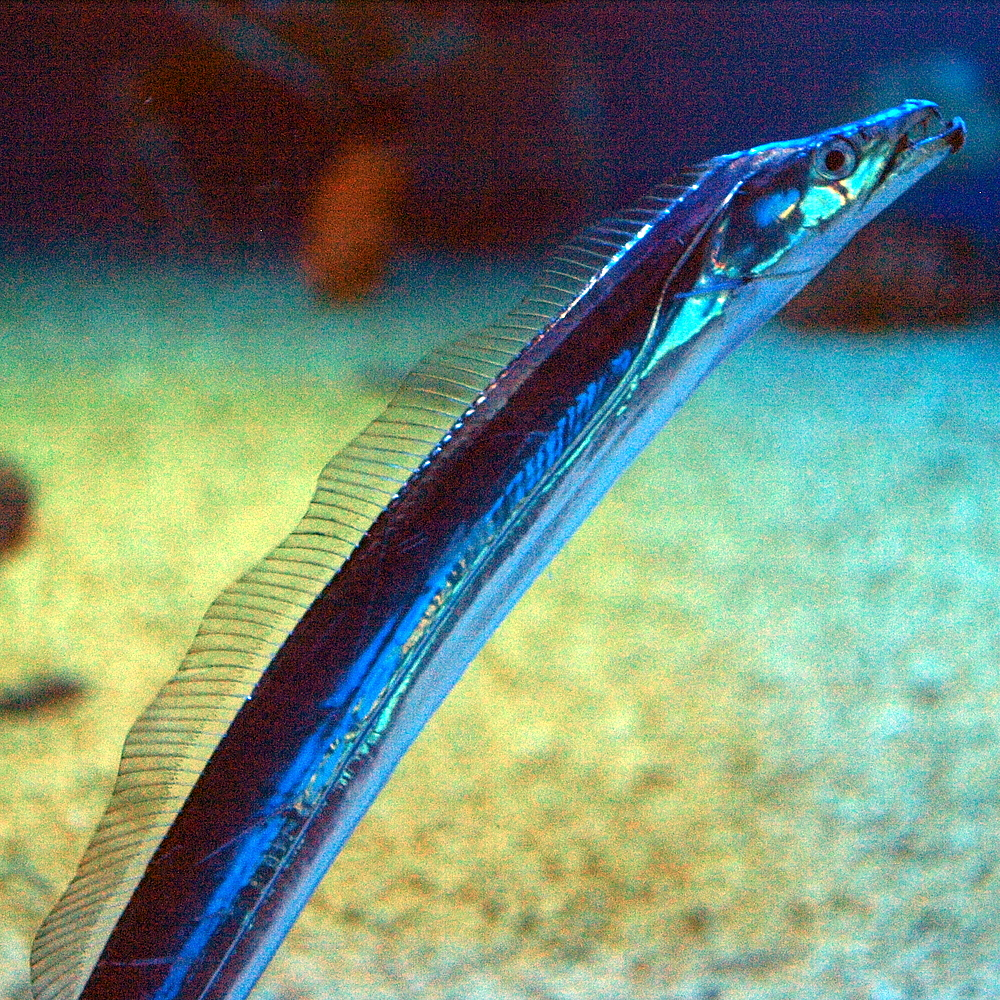
タチウオ Trichiurus lepturus （タチウオ科）。漁業上きわめて重要な種類で、日本を含む世界各地で多量に水揚げされる

タチウオ科 Trichiuridae はタチウオ・タチモドキ・ヒレナガユメタチなど3亜科10属39種で構成される。深海底での生活に適応し遊泳力は比較的低いが、夜には浅海へ浮上するものもいる。
体はリボン状で、背鰭は棘条部と軟条部が連続し、小離鰭を欠く。腹鰭と尾鰭は退化傾向が強く、種類によっては消失する。
- クロタチモドキ亜科 Aphanopodinae
  - クロタチモドキ属 Aphanopus
  - タチモドキ属 Benthodesmus
- オビレタチ亜科 Lepidopodinae
  - オシロイダチ属 Eupleurogrammus
  - オビレタチ属 Lepidopus
  - カンムリダチ属 Tentoriceps
  - ナガユメタチモドキ属 Assurger
  - ユメタチモドキ属 Evoxymetopon
- タチウオ亜科 Trichiurinae 
  - タチウオ属 Trichiurus
  - トゲタチウオ属 Lepturacanthus
  - Demissolinea 属

### サバ科

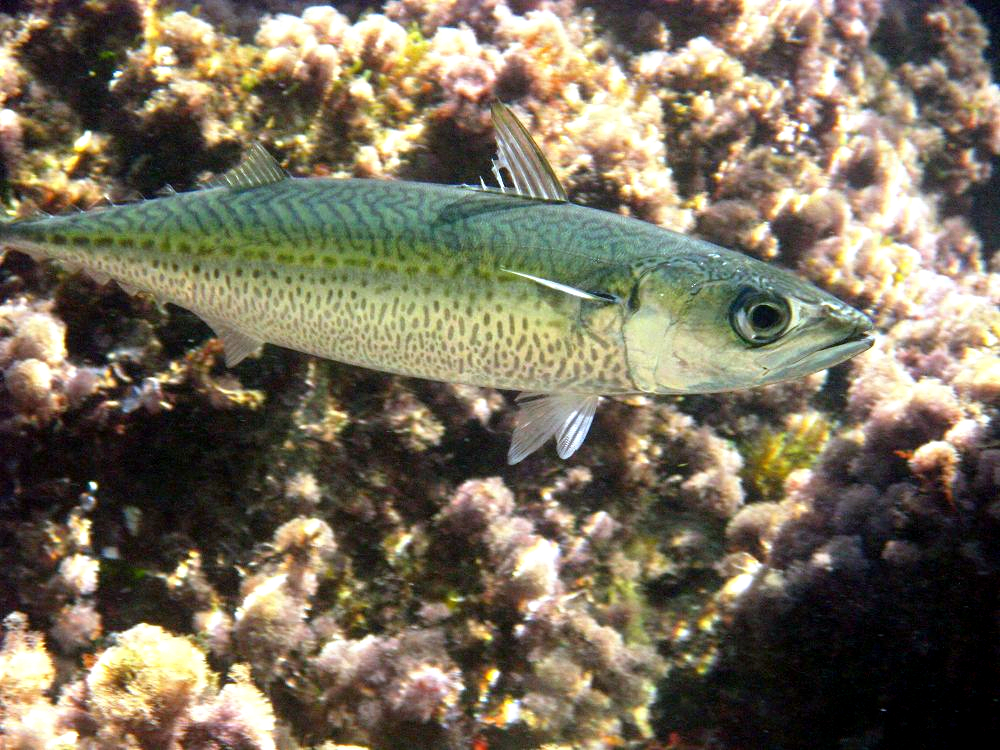
サバ属の1種 Scomber colias （サバ科）。本科には重要な食用魚が多数所属する。本種は西部大西洋に分布し、日本産のマサバとよく似た形態を有する

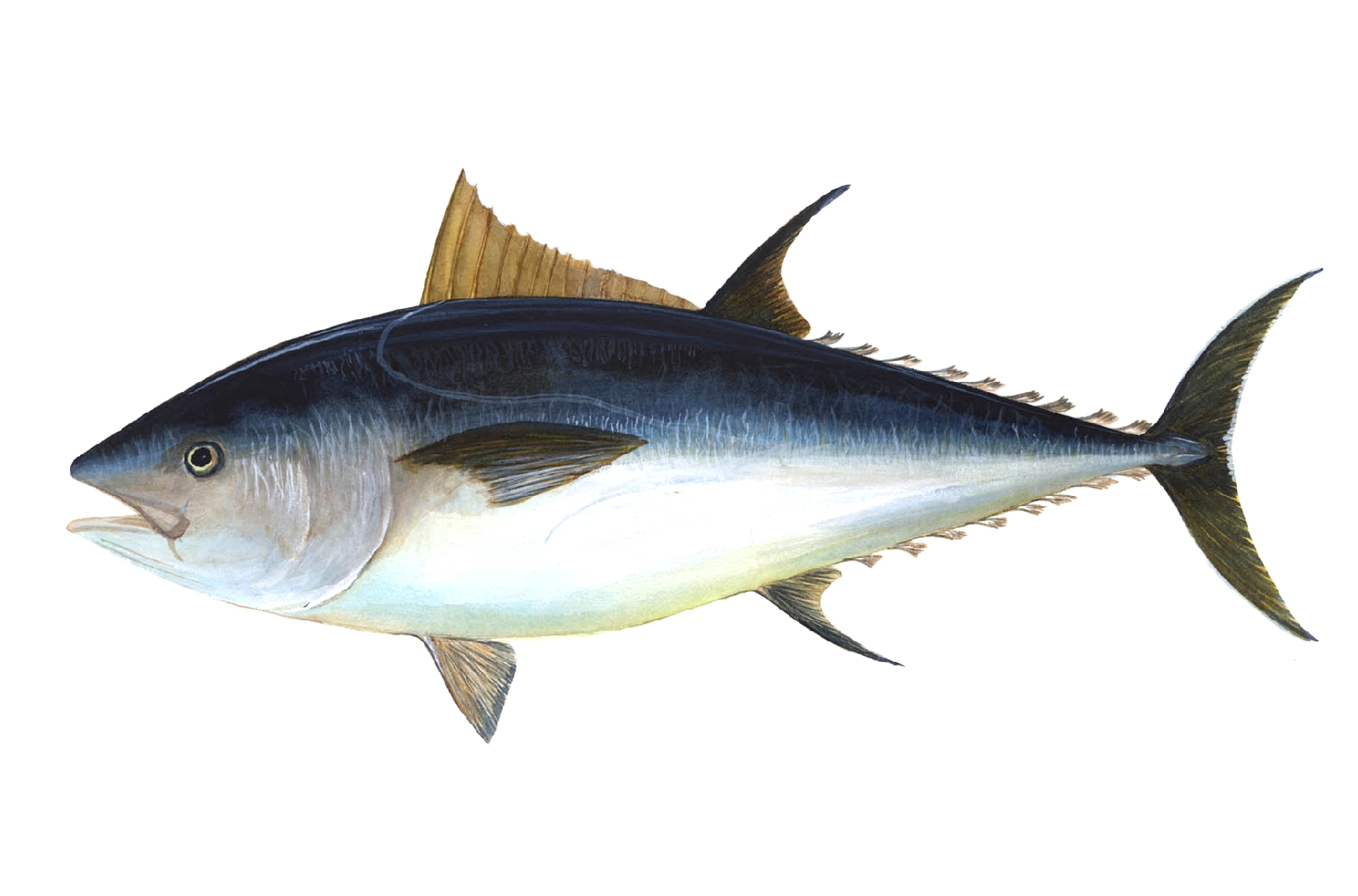
クロマグロ Thunnus thynnus （サバ科）。食用魚として最高の価値をもつ種類の一つ。太平洋および大西洋産のものはそれぞれが亜種として扱われる

サバ科 Scombridae にはマサバ・サワラ・カツオ・マグロなど多数の水産重要種が所属し、2亜科15属51種が記載される。沿岸から外洋にかけての表層から中層を遊泳して生活する。クロマグロの遊泳速度は非常に高く、メカジキやバショウカジキと並んで魚類の中でもトップクラスである。
背鰭は2つに分かれ、尾鰭の前に小離鰭をもつ。明瞭な鱗をもつウロコマグロ亜科（ウロコマグロ1種のみ）と、微小な鱗しかもたないサバ亜科に細分される。
- ウロコマグロ亜科 Gasterochismatinae
  - ウロコマグロ属 Gasterochisma
- サバ亜科 Scombrinae
  - サバ族 Scombrini
    - グルクマ属 Rastrelliger
    - サバ属 Scomber

  - サワラ族 Scomberomorini
    - カマスサワラ属 Acanthocybium
    - サワラ属 Scomberomorus
    - ニジョウサバ属 Grammatorcynus

  - ハガツオ族 Sardini
    - イソマグロ属 Gymnosarda
    - ハガツオ属 Sarda
    - 他2属（Cybiosarda、Orcynopsis）

  - マグロ族 Thunnini
    - カツオ属 Katsuwonus
    - スマ属 Euthynnus
    - ソウダガツオ属 Auxis
    - ホソガツオ属 Allothunnus
    - マグロ属 Thunnus

### メカジキ科

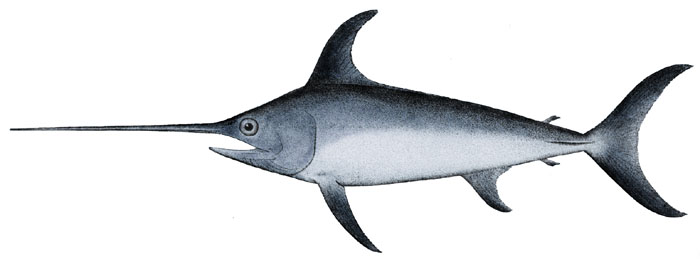
メカジキ Xiphias gladius （メカジキ科）。大型で遊泳力の強いカジキ類は、スポーツフィッシングの対象としても需要が多い

メカジキ科 Xiphiidae はメカジキ Xiphias gladius のみ、1属1種。世界中の熱帯・亜熱帯の外洋に生息する。本科魚類はマカジキ科を含めた2科と合わせ「カジキ」と総称され、さまざまな形態学的特徴を共有する。両グループが姉妹群の関係にあることは広く認められているが、1つの「メカジキ科」にまとめるか2科に分割するかは見解が分かれている。
上顎が槍状あるいは剣状に著しく伸長し、吻は上下に平たい。成魚は顎の歯・腹鰭・鱗を欠く。
- メカジキ属 Xiphias

### マカジキ科
マカジキ科 Istiophoridae は3属11種からなる。暖海の表・中層性で遊泳力が高く、全長1mを超える大型魚が揃う。詳細はカジキを参照のこと。
吻は丸く筒状に伸び、成魚は顎の歯・腹鰭・鱗をもつ。3属の分類は、背鰭前半部の高さと体高との関係に基づいている。
- クロカジキ属 Makaira
- バショウカジキ属 Istiophorus
- マカジキ属 Tetrapturus